# Kabaki
Kabaki (błr. Кабакі; ros. Кабаки) – agromiasteczko na Białorusi, w rejonie bereskim obwodu brzeskiego, około 14 km na zachód od Berezy.
Znajduje się tu przystanek kolejowy Kabaki na linii Moskwa–Mińsk–Brześć.

## Historia
Pierwsze znane dziś wzmianki o Kabakach pochodzą z 1563 roku, gdy wieś ta była we władaniu Dymitra Sapiehy, podstarościego brzeskiego, nadzorcy lasów królewskich.
Wieś królewska starostwa niegrodowego błudeńskiego położona była w końcu XVIII wieku powiecie brzeskolitewskim województwa brzeskolitewskiego.
Po upadku insurekcji kościuszkowskiej majątek został przejęty przez władze carskie i po III rozbiorze Polski podarowany przez carycę Katarzynę II feldmarszałkowi Piotrowi Rumiancewowi, który wkrótce sprzedał ten i inne podarowane mu okoliczne majątki Pawłowi Jagminowi, który z kolei zbył je rodzinie Włodków herbu Prawdzic, w rękach której dobra te pozostały przez kolejnych około 100 lat. Część dawnego klucza po powstaniu styczniowym została skonfiskowana przez władze carskie i przeszła w obce ręce. Właścicielem majątku był wtedy Kamil Włodek (1839–1887, urodzony i zmarły w Kabakach). W 1890 roku, wraz z folwarkiem Kamienica Kabaki zajmowały 1399 dziesięcin stosunkowo dobrej ziemi. Była tu wtedy kopalnia wapna. Córka Kamila, Zofia (1885–1938) w 1903 roku wyszła za Witolda Święcickiego (1873–1951). Ich syn, Władysław Święcicki (1904–1940), urodzony tu ostatni właściciel majątku, zginął w Katyniu.
Przed rozbiorami Kabaki leżały w województwie brzeskolitewskim Rzeczypospolitej. Po rozbiorach znalazły się na terenie powiatu prużańskiego, należącego do guberni słonimskiej (1796), litewskiej (1797–1801), a później grodzieńskiej (1801–1915) Imperium Rosyjskiego. Po ustabilizowaniu się granicy polsko-radzieckiej w 1921 roku Kabaki znalazły się na terenie Polski, w gminie Malecz powiatu prużańskiego województwa poleskiego, od 1945 roku – w ZSRR, od 1991 roku – na terenie Republiki Białorusi.
W odległości około 2 km od wsi stoi obecnie rzeźba z napisem „Pole imienia kosmonauty Kowalonka”.

## Dawny dwór w Kabakach
Włodkowie wznieśli (prawdopodobnie w połowie XIX wieku) w Kabakach murowany dwór. Był on budowlą dziewięcioosiową o planie prostokąta, w trójosiowej części środkowej piętrową, na skrzydłach parterową. Część środkową, w górnej kondygnacji rozczłonkowaną pilastrami i zwieńczoną trójkątnym frontonem, poprzedzał taras z kamienną balustradą, ustawiony na trzech półkoliście zamkniętych arkadach, także dekorowanych pilastrami. Na obu krańcach budynku występowały jednoosiowe ryzality z portfenetrami i niewielkimi, przylegającymi do nich balkonami, zwieńczone trójkątnymi przyczółkami.
Przed dworem rozciągał się duży kolisty gazon, na osi głównej domu przecięty szeroką ścieżką, wiodącą do portyku. Park miał założenie angielskie.
Dwór został w znacznej części zniszczony w 1939 roku. W latach 50. resztki zostały rozebrane na cegłę. Pozostał fundament i niektóre budynki dworskie (oficyna, browar, stajnia) oraz resztki parku dworskiego.
Majątek w Kabakach jest opisany w 2. tomie Dziejów rezydencji na dawnych kresach Rzeczypospolitej Romana Aftanazego.